# Харьковский национальный университет строительства и архитектуры
Харьковский национальный университет строительства и архитектуры (ХНУСА) (укр. Харківський національний університет будівництва та архітектури) — бывшее высшее учебное заведение Харькова.
По состоянию на 2008 год в университете обучалось около 4000 студентов по 14 специальностям.
Университет прекратил существование в 2023 году из-за объединения с университетом городского хозяйства.

## История
В 1930 году на базе строительного факультета Харьковского технологического института и архитектурного факультета Харьковского художественного института был создан Харьковский инженерно-строительный институт (ХИСИ).
В 1994 году институт стал университетом. В 2011 году Указом Президента Украины университету был присвоен статус национального.

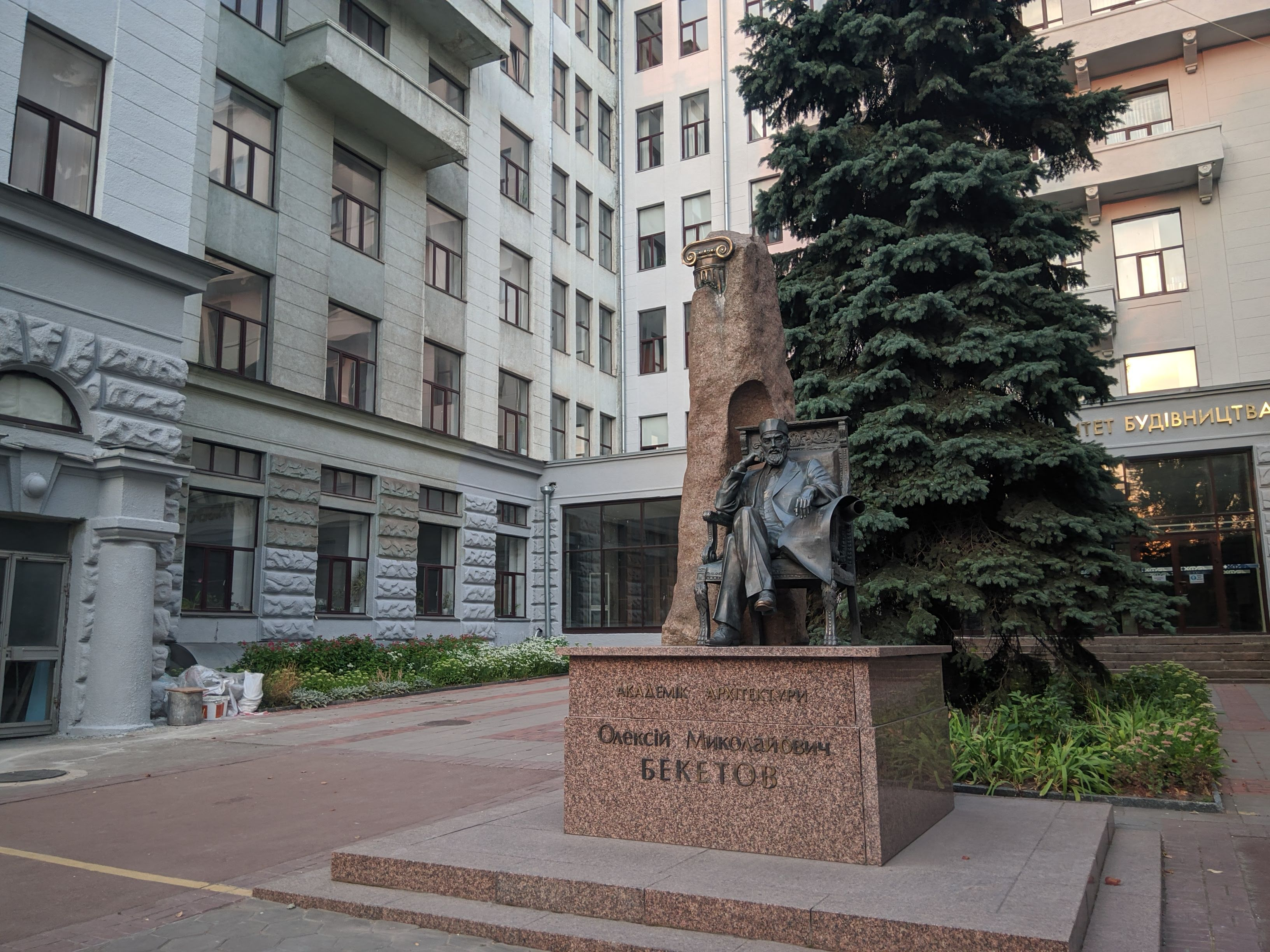
Памятник А. Н. Бекетову возле учебного корпуса

Первоначально институт находился в здании за оврагом Шатилов яр на проспекте Ленина, 12, частично разрушенном во время войны, на фундаменте и с использованием стен которого был после 1945 года построен Харьковский горный институт (затем здание было передано ХИРЭ).
После войны занятия в ХИСИ возобновились в памятнике архитектуры конструктивизма — здании по ул. Сумской, 40. В 1970-х годах к нему был пристроен выходящий на нечётную сторону улицы Мироносицкой (тогда Дзержинского) новый корпус, а в конце 1980-х годов на Сумской слева на месте снесённого двухэтажного магазина вплотную к старому зданию пристроен небольшой 4-этажный архитектурный корпус.

## Структура университета
- Строительный факультет
- Санитарно-технический факультет
- Факультет экономики и менеджмента (новый, появился в конце 1990-х годов на базе инженерно-гуманитарного факультета)
- Механико-технологический факультет
- Архитектурный факультет
- Заочный факультет
- Факультет последипломного образования
- Факультет довузовской подготовки

## Известные преподаватели
- академик Алексей Николаевич Бекетов (архитектор),
- академик Александр Юрьевич Лейбфрейд (архитектор, историк архитектуры),
- академик Владимир Алексеевич Реусов (строитель),
- профессор Николай Степанович Болотских (ректор в 1980—2009 годах),
- профессор Отар Петрович Мчедлов-Петросян (строительные материалы, термодинамика силикатов),
- профессор Бабушкин Владимир Иванович (строительные материалы),
- профессор Игорь Ростиславович Щекин (кондиционирование),
- профессор Андоньев Владимир Сергеевич (газ),
- профессор Виталий Николаевич Куликов (художник),
- профессор Владимир Борисович Гринев- (строительная механика)
- доктор технических наук Юрий Александрович Ландау (гидротехник),
- доктор технических наук, профессор  Иван Андреевич Забабурин (водоснабжение, канализация и гидравлика)
- доктор технических наук, профессор Борис Никитович Лобаев (до 1949 года — заведующий кафедрой теплоснабжения и вентиляции),
- доктор технических наук, профессор Винокуров Лев Петрович, долгое время заведовал кафедрой "Строительной механики", подготовил много кандидатов наук, которые работают сейчас в университетах разных стран мира.
- доктор технических наук, профессор Фурсов Вадим Викторович (до 2017 года - заведующий кафедрой "Металлических и деревянных конструкций") - строитель, автор более 250 статей, нормативных документов по деревянным конструкциям, и  книги "Справочник Гринь И.M., Фурсов В.В. и др., Проектирование и расчет деревянных конструкций".

## Известные выпускники
- Андоньев, Сергей Михайлович — учёный в области металлургии, доктор технических наук, профессор. Изобретатель. Лауреат Сталинской премии за выдающиеся изобретения и коренные усовершенствования методов производственной работы.
- Кликс, Рудольф Ригольдович — советский архитектор и выставочный дизайнер.
- Кушнарёв, Евгений Петрович — советский и украинский политический и государственный деятель.
- Костина-Кассанелли Наталья Николаевна — украинская русскоязычная писательница.
- Фрайфельд, Саул Ефимович — учёный в области строительной механики, железобетонных конструкций, академик АСиА Украины, профессор, доктор технических наук.

См. также Выпускники Харьковского национального университета строительства и архитектуры

## Вопрос присвоения вузу имениШухевича
25 мая 2007 года Главное управление образования и науки Харьковской облгосадминистрации (губернатор  Арсен Аваков, назначенный лично Президентом В. Ющенко) отправило в Совет ректоров Харьковского вузовского центра официальное письмо на имя председателя Виля Бакирова (ВИЛь - Ленин, Владимир Ильич):

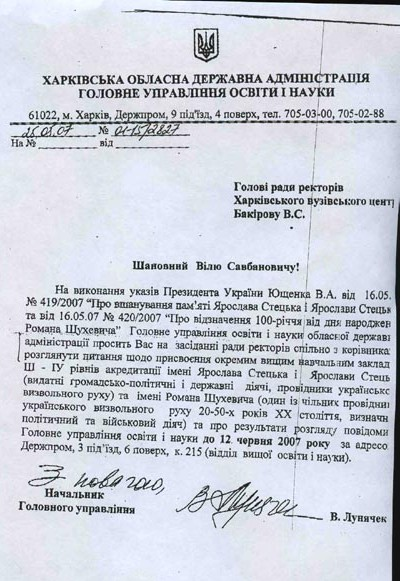
Документ

«На виконання указів Президента Украіни Ющенка В. А. від 16.05. № 419\2007 „Про відзначення 100-річчя від дня народження Романа Шухевича“ Головне управління освіти і науки обладміністраціі просить Вас на засіданні Ради ректорів розглянути питання щодо присвоення окремим вищим навчальним закладам 3-4 рівня акредитаціі імен Ярослава Стецька i Ярослави Стецько (видатні громадсько-політичні і державні діячи, провідники украінського визвольного руху) та імені Романа Шухевича (один із чинних провідників украінського визвольного руху 20—50-х років XX століття, визначний політичний та військовий діяч) та про результати розгляду повідомити Головне управління освіти і науки до 12 червня 2007 року. Начальник управління Вадим Лунячек. 25 травня 2007».
Было предложено рассмотреть вопрос о присвоении имени Шухевича Харьковскому государственному техническому университету строительства и архитектуры (ХГТУСА). Это вызвало негативную реакцию харьковской общественности и средств массовой информации города.
Как было предписано в документе, посланном из Совета ректоров на имя ректора Н. Болотских, до указанной даты 12 июля 2007 ректорат вуза не «сообщил» о своём согласии, и дело ничем не закончилось, поскольку получило огласку в харьковских печатных, электронных СМИ и на телевидении.
В сентябре 2009 года глава СБУ Валентин Наливайченко заявил, что академия СБУ Украины будет ходатайствовать перед президентом Ющенко о присвоении академии СБУ имени Романа Шухевича.

## Памятник
Перед зданием института в курдонере на улице Сумской 22 августа 2007 года, накануне дня освобождения города (23 августа), был открыт памятник одному из создателей и преподавателей ХИСИ академику архитектуры Алексею Бекетову. При этом Бекетов сидит в кресле с высокой спинкой в академической шапочке.